# Wang Yimei
Wang Yimei (王一梅S, Wáng YīméiP; Dalian, 11 gennaio 1988) è una pallavolista cinese.
Gioca nel ruolo di schiacciatrice e opposto nello Liaoning Nuzi Paiqiu Dui.

## Carriera
Wang inizia a giocare a pallavolo nel 2000. Il suo avvicinamento allo sport inizia nel 1996, quando inizia a praticare nuoto. Una volta messo da parte il nuoto, entra nelle selezioni giovanili del Liaoning Nuzi Paiqiu Dui. Dal 2003, dopo che ha vinto la medaglia d'argento al campionato mondiale under 21, gioca in prima squadra. Durante il sodalizio con lo Liaoning vince un campionato cinese e disputa un'altra finale scudetto. Appena diciassettenne viene convocata per la prima volta in nazionale maggiore nel 2005, con cui vince il campionato asiatico e oceaniano, mentre vince la medaglia d'argento al Montreux Volley Masters e la medaglia di bronzo sia al World Grand Prix che alla Grand Champions Cup. Un anno dopo, vince nuovamente la medaglia d'argento al Montreux Volley Masters. Nel 2007 vince la medaglia d'oro al Montreux Volley Masters e la medaglia d'argento al campionato asiatico e oceaniano. L'estate successiva, vince l'ennesima medaglia d'argento al Montreux Volley Masters, venendo anche eletta miglior realizzatrice ed MVP, e, soprattutto, la medaglia di bronzo e ai Giochi della XXIX Olimpiade. Vince anche la Coppa asiatica, venendo eletta miglior realizzatrice anche in questa competizione. Un anno dopo, al Montreux Volley Masters vince la medaglia di bronzo, mentre si aggiudica nuovamente la medaglia d'argento al campionato asiatico e oceaniano. Nel corso del 2010, vince la medaglia d'oro al Montreux Volley Masters e alla Coppa asiatica, nel 2011 vince l'oro al campionato asiatico e oceaniano, venendo premiata anche come MVP, il bronzo alla Coppa del Mondo e l'argento alla Coppa asiatica 2012, medaglia che vince poi anche al World Grand Prix 2013.
Nella stagione 2013-14 viene ingaggiata per la prima volta in un campionato estero, giocando per l'Eczacıbaşı Spor Kulübü nella Voleybol 1. Ligi turca. Nella stagione seguente veste invece la maglia del club rivale dell'İdman Ocağı Spor Kulübü.
Ritorna in Cina nel campionato 2015-16, sempre allo Liaoning Nuzi Paiqiu Dui.

## Palmarès

### Club
- Campionato cinese: 1

2005-06

### Nazionale (competizioni minori)
- Campionato mondiale under 21 2003
- Montreux Volley Masters 2005
- Montreux Volley Masters 2006
- Montreux Volley Masters 2007
- Montreux Volley Masters 2008
- Coppa asiatica 2008
- Montreux Volley Masters 2009
- Montreux Volley Masters 2010
- Coppa asiatica 2010
- Giochi asiatici 2010
- Montreux Volley Masters 2011
- Coppa asiatica 2012

### Premi individuali
- 2007 - Volleyball League A cinese: Miglior servizio
- 2008 - Montreux Volley Masters: MVP
- 2008 - Montreux Volley Masters: Miglior realizzatrice
- 2008 - Coppa asiatica: Miglior realizzatrice
- 2010 - World Grand Prix: Miglior servizio
- 2010 - Coppa asiatica: MVP
- 2011 - Campionato asiatico e oceaniano: MVP
- 2012 - Volleyball League A cinese: Miglior servizio